# Orthostichidium tetragonum
Orthostichidium tetragonum là một loài rêu trong họ Pterobryaceae. Loài này được (Sw. ex Hedw.) Müll. Hal. mô tả khoa học đầu tiên năm 1897.